# Inke Gunia
Inke Gunia (* 4. Februar 1964 in Elmshorn) ist eine deutsche Romanistin.

## Leben
Nach der Hochschulreife am 11. November 1983 an der Goethe-Schule Buenos Aires studierte sie von 1984 bis 1988 Hispanistik (mit Beifach Französisch), Anglistik und Ethnologie an der Universität Hamburg (1989: Magistra Artium). Von 1989 bis 1995 war sie wissenschaftliche Mitarbeiterin am Ibero-amerikanischen Forschungsinstitut der Universität Hamburg. 1991 hatte sie ein Stipendium des DAAD: Recherchen am Centro de Estudios Literarios des Instituto de Investigaciones Filológicas der Universidad Nacional Autónoma de México bei Margit Frenk. Nach der Promotion 1993 über die mexikanische Jugendprotestliteratur der 1960er und 1970er Jahre: ¿»Cual es la onda«? La literatura de la contracultura juvenil en el México de los años sesenta y setenta (1994) arbeitete sie von 1996 bis 1998 an dem am Institut für Romanistik laufenden Forschungsprojekt zum Thema »Gattungsentwicklung und Gattungsgeltung der spanischen novela picaresca« mit. 1999 hatte sie einen Recherche-Aufenthalt in Madrid dank einer Sachbeihilfe des DFG. Nach der Habilitation 2004 im Fach Romanische Philologie / Iberoromanische Literatur: »De la Poesía a la Literatura: El cambio de los conceptos de poesía y literatura en la formación del campo literario en la España del siglo XVIII y principios del XIX« lehrte sie seit 2005 als Universitätsprofessorin für Romanische Philologie / Hispanistische Literaturwissenschaft an der Universität Hamburg.
Ihre Schwerpunkte sind Verhältnis von Faktualität und Fiktionalität, autobiographisches und autofiktionales Schreiben, historische Avantgardebewegungen in Hispanoamerika, die Jugendprotest-Bewegung im Mexiko der 1960er und 1970er Jahre, das literarische/künstlerische Feld im Spanien des 18. und 19. Jahrhunderts und die Literaturen Hispanoamerikas des 19. und 20. Jahrhunderts.

## Schriften (Auswahl)
- ¿„Cuál es la onda“? La literatura de la contracultura juvenil en el México de los años sesenta y setenta. Frankfurt am Main 1994, ISBN 3-89354-850-5.
- als Herausgeberin mit Katharina Niemeyer, Sabine Schlickers und Hans Paschen: La modernidad revis(it)ada. Literatura y cultura latinoamericanas de los siglos XIX y XX. Estudios en homenaje a Klaus Meyer-Minnemann. Berlin 2000, ISBN 3-925867-48-1.
- De la poesía a la literatura. El cambio de los conceptos en la formación del campo literario español del siglo XVIII y principios del XIX. Frankfurt am Main 2008, ISBN 978-84-8489-344-8.
- La revista de vanguardia poesía buenos aires (1950–1960). «Sintetizar la aldea y el universo». Frankfurt am Main 2014, ISBN 978-84-8489-821-4.